# Phyllotreta buhseae
Phyllotreta buhseae is een keversoort uit de familie bladkevers (Chrysomelidae). De wetenschappelijke naam van de soort werd in 1978 gepubliceerd door Yablokov-Khnzoryan.